# Parigné-l’Évêque
Parigné-l’Évêque ist eine französische Gemeinde mit 5.367 Einwohnern (Stand: 1. Januar 2022) im Département Sarthe in der Region Pays de la Loire. Parigné-l’Évêque gehört zum Arrondissement Le Mans und zum Kanton Changé. Der Gemeindeverband Communauté de communes du Sud Est Manceau hat seinen Sitz in der Gemeinde. Die Einwohner werden Parignéens und Parignéennes genannt.

## Geographie
Parigné-l’Évêque liegt in der historischen Provinz Maine etwa 15 Kilometer südöstlich von Le Mans. Umgeben wird Parigné-l’Évêque von den Nachbargemeinden Saint-Mars-la-Brière im Norden, Ardenay-sur-Mérize im Nordosten, Challes im Osten, Le Grand-Lucé im Südosten, Saint-Mars-d’Outillé und Pruillé-l’Éguillé im Süden, Brette-les-Pins im Südwesten, Ruaudin im Westen sowie Changé im Nordwesten.
Das Gemeindegebiet wird im Südosten vom Fluss Narais durchquert, im Südwesten entspringt der Roule Crotte. Durch die Gemeinde führt die Autoroute A28.

## Geschichte
Bereits 710 wird der Ort als Patriniaco erwähnt.

### Bevölkerungsentwicklung
| 1962 | 1968 | 1975 | 1982 | 1990 | 1999 | 2006 | 2011 | 2020 |
| ---- | ---- | ---- | ---- | ---- | ---- | ---- | ---- | ---- |
| 2981 | 2965 | 3582 | 4024 | 4324 | 4503 | 4658 | 4811 | 5320 |

Quellen: EHESS und Insee

## Gemeindepartnerschaften
Mit der britischen Gemeinde Crowland in Lincolnshire (England) besteht seit 1993 und mit der polnischen Stadt Józefów eine Partnerschaft.

## Sehenswürdigkeiten
- Kirche Notre-Dame de l’Assomption, im 15. Jahrhundert erbaut, Umbauten im 17. und 19. Jahrhundert, seit 1984 als Monument historique eingeschrieben
- Kapelle Notre-Dame-de-Pitié mit der Totenlaterne, seit 1926 als Monument historique eingeschrieben, umgebender Friedhof seit 1946

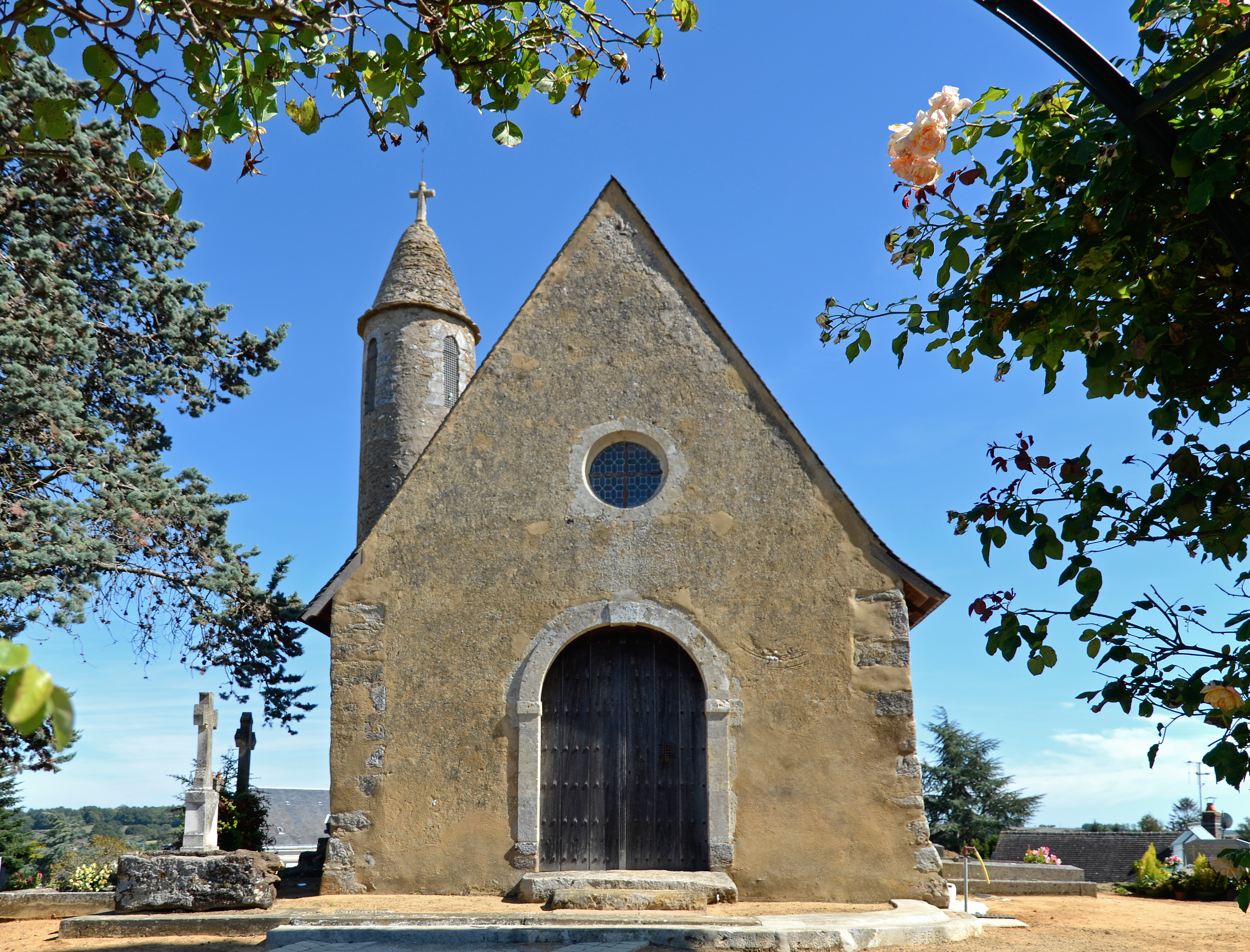
Kapelle Notre-Dame-de-Pitie

- Schloss Montbaye aus dem 20. Jahrhundert
- Schloss La Vaudère aus dem 19. Jahrhundert
- See von Loudon (Étang de Loudon)

## Persönlichkeiten
- Guy Claude Roland de Laval (1677–1751), französischer Marschall, verstorben im Schloss Châton in Parigné-l’Évêque
- Jane de la Vaudère (1857–1908), französische Schriftstellerin, Namensgeber war das Schloss La Vaudère, das ihr Ehemann erbte
- Albert Cobut (1917–2003), belgischer Arzt und wallonischer Politiker, geboren in Parigné-l’Évêque